# Zhangqing, Jiangxi
Zhangqing är en sockenhuvudort i Kina. Den ligger i provinsen Jiangxi, i den sydöstra delen av landet, omkring 120 kilometer norr om provinshuvudstaden Nanchang. Antalet invånare är 17 671. Befolkningen består av 8 629 kvinnor och 9 042 män. Barn under 15 år utgör 21,0 %, vuxna 15-64 år 71 %, och äldre över 65 år 7,0 %.
Runt Zhangqing är det tätbefolkat, med 476 invånare per kvadratkilometer. Närmaste större samhälle är Zhoutou, 16,6 km norr om Zhangqing. Trakten runt Zhangqing består till största delen av jordbruksmark.
Genomsnittlig årsnederbörd är 2 094 millimeter. Den regnigaste månaden är maj, med i genomsnitt 371 mm nederbörd, och den torraste är januari, med 69 mm nederbörd.